# Ann-Marie Pendrill
Karin Ann-Marie Pendrill,  tidigare även Mårtensson-Pendrill, född Mårtensson 11 maj 1952, är en svensk fysiker och professor emerita i fysik vid Göteborgs universitet och även vid Lunds universitet. Vid det senare lärosätet var hon åren 2009–2019 föreståndare för Nationellt resurscentrum för fysik.

## Biografi
Pendrill studerade från 1971 på Göteborgs universitet, där hon 1973 avlade kandidatexamen i matematik och fysik och fem år senare disputerade på en avhandling om atomär beräkningsfysik. Efter tre år som postdoktor vid University of Washington och University of Oxford återvände hon 1981 till Göteborgs universitet, där hon fortsatte sin forskning om atomfysik i gränsområdet mot atom- och partikelfysik, där hon befordrades till professor år 1999. Hon arbetade på Göteborgs universitet med utbildning och forskning inom atomfysik, men även med hur resurser från stora beräkningsdatorer ("superdatorer") kan tillgängliggöras och fördelas.
Pendrill var ledamot av Programutskottet för fysik vid Naturvetenskapliga forskningsrådet (NFR) 1992–1997 och Rådet för Högpresterande datorer (HPDR) 1994–1997. 
Under 2000-talet har Pendrills fokus mer flyttats över mot pedagogik. År 2009 blev hon föreståndare för Nationellt resurscentrum för fysik vid Lunds universitet och delade sin tid mellan Göteborgs och Lunds universitet fram till 2015 då hon utsågs till professor i Vetenskapskommunikation och fysikdidaktik vid Lunds universitet.
Redan på 1990-talet började Pendrill intressera sig för hur förståelse för fysik kan förmedlas till yngre elever och hon har uppmärksammats för hur hon utvecklat experiment med tivoli- och lekplatsfysik. 2022 ledde detta intresse till publikationen av den engelskspråkiga boken Physics for the Whole Body in Playgrounds and Amusement Parks.
Pendrills vetenskapliga publicering har (2024) enligt Google Scholar drygt 4 000 citeringar och ett h-index på 35.